# Vestby (stacja kolejowa)
Vestby – stacja kolejowa w Vestby, w regionie Akershus  w Norwegii, jest oddalona od Oslo Sentralstasjon o 38,65 km. Leży na wysokości 59 m n.p.m. Stacja przebudowana w latach 90. XX w. po wybudowania drugiego toru dla Østfoldbanen.

## Ruch pasażerski
Należy do linii Østfoldbanen. Jest elementem - kolei aglomeracyjnej w Oslo - w systemie SKM ma numer  550.  Obsługuje Spikkestad, Sandvika i Moss. Pociągi odjeżdżają co pół godziny w szczycie i co godzinę poza szczytem.

## Obsługa pasażerów
Wiata, poczekalnia, automat biletowy, parking na 120 miejsc, parking rowerowy, kawiarnia, autobus, kawiarnia, ułatwienia dla niepełnosprawnych, postój taksówek.. Odprawa podróżnych odbywa się w pociągu.